# Kim Bo-mi
Kim Bomi (ur. 7 grudnia 1984) – była członkiem istniejącego do 2003 r. zespołu k-pop M.I.L.K.
Indywidualnie pracuje jako modelka, piosenkarka (solowa) i aktorka.

## praca indywidualna
- 2000 All Your Dreams - 신화 M/V
- 2000 Yo! - 신화 M/V
- 2001 약속 (The Promise) - Fly to the Sky M/V
- 2001 미스테리 극장
- 2003 무인시대
- 2004 그대는 모르죠 (Good-bye) - Fly to the Sky M/V
- 2005 쇼!뮤직탱크
- 2006 TVXQ! 반전극장: 위험한사랑
- 2006 TVXQ! 반전극장: 내 생애 가장 잊지 못할 그녀